# Шальранж, Ферри Пате
Ферри Пате (фр. Ferry Pa(s)té; ум. после 1244) — маршал Франции.

## Биография
Сеньор де Шальранж, Тесси и Сен-Пьер-а-Арн в Арденнах. Отец Ансельм не сообщает о его происхождении, начиная с этого сеньора генеалогию дома Пате.
По утверждению секретаря Пинара, в 1235—1240 годах занимал вторую должность маршала Франции, учрежденную Людовиком IX, а около 1240 года был назначен маршалом. В этом качестве указан в акте от вторых календ декабря 1240, в трех королевских хартиях 1244 года и еще спустя несколько лет. По мнению Пинара, был маршалом до 1250 года, но Ж. Депуэн, приводящий имена четверых маршалов, живших в том году, Шальранжа среди них не упоминает.
В 1236 году вместе с Раулем де Мелло был послом во Фландрии с заданием принять у графини Жанны Фландрской замок Дуэ и другие крепости. В 1243 году был отправлен в посольство к графу Тулузскому, «чтобы выслушать его предложения».
Отец Ансельм приводит странное описание герба этого сеньора, позднее воспроизведенное у Луи де Ларока: De… au chef palé de plusieurs pièces («В… поле во главе, обнесенной частоколом из нескольких фигур»).

## Семья
Жена: N
Дети:
- Ферри (ум. после 1302), сеньор де Мальшерб и Монтрёй. Жена: Жанна N
- Николь. Муж: Жан д’Отреш

## Комментарии
1. ↑  Так у отца Ансельма. У Пинара и Ларока указан 1226 год